# Саут Ван Хорн (Аљаска)
Саут Ван Хорн (енгл. South Van Horn) насељено је место без административног статуса у америчкој савезној држави Аљаска.

## Демографија
По попису из 2010. године број становника је 558.
| Група             | 2000.    | 2010.       |
| Белци             | 0 (0,0%) | 419 (75,1%) |
| Афроамериканци    | 0 (0,0%) | 15 (2,7%)   |
| Азијати           | 0 (0,0%) | 10 (1,8%)   |
| Хиспаноамериканци | 0 (0,0%) | 28 (5,0%)   |
| Укупно            | 0        | 558         |